# Олимпийский комитет Латвии
Латвийский олимпийский комитет (ЛОК) (латыш. Latvijas Olimpiskā komiteja, LOK) — некоммерческая организация, которая представляет латвийских спортсменов в Международном олимпийском комитете. Основана в 1922 году и официально признана МОК в 1923 году.
Штаб-квартира ЛОК расположена в Риге на ул. Элизабетес, 49.

## История
Латвийский олимпийский комитет основан 23 апреля 1922 года. В 1923 году было получено официальное уведомление Международного олимпийского комитета об участии латвийских спортсменов в очередных Олимпийских играх. После присоединения Латвии в 1940 году к Советскому Союзу деятельность ЛОК была приостановлена и возобновлена 17 сентября 1988 года. В этот период представители латвийского спорта участвовали в Олимпийских играх в составе делегаций СССР. Повторное решение о легитимности ЛОК было принято Международным олимпийским комитетом в 1991 году.
В своей работе Латвийский олимпийский комитет придерживается принципов Олимпийской хартии. В состав ЛОК входят, помимо избранных участников, представители 32 национальных федераций олимпийских видов спорта. Руководящим органом является Генеральная ассамблея Латвийского олимпийского комитета, которая собирается раз в четыре года.
Исполнительный комитет Генеральной ассамблеи ЛОК состоит из президента, двух вице-президентов, генерального секретаря и семнадцати членов. Собирается по необходимости, но не реже одного раза за два месяца. Исполнительный комитет следит за деятельностью ЛОК между сессиями высшего директивного органа ЛОК — Генеральной ассамблеи.
В 1989 году были зарегистрированы эмблема (художник И. Ситнов) и гимн (композитор И. Калниньш, слова Пьера де Кубертена, исполнитель Д. Дрейка) Латвийского олимпийского комитета.

## Руководители Латвийского олимпийского комитета

##### Председатели
- 1922—1933 — Янис Дикманис
- 1933—1934 — Робертс Плуме
- 1934—1938 — Маргерс Скуйениекс
- 1938—1940 — Алфредс Екабс Берзиньш

##### Президенты
- 1988—2004 — Вилнис Балтиньш
- 2004—2020 — Алдонс Врублевскис
- 2020—2023 — Жоржс Тикмерс
- 2023—2024 — Янис Букс
- 2024 — н. в. — Раймондс Лаздиньш